# هوفددورپ

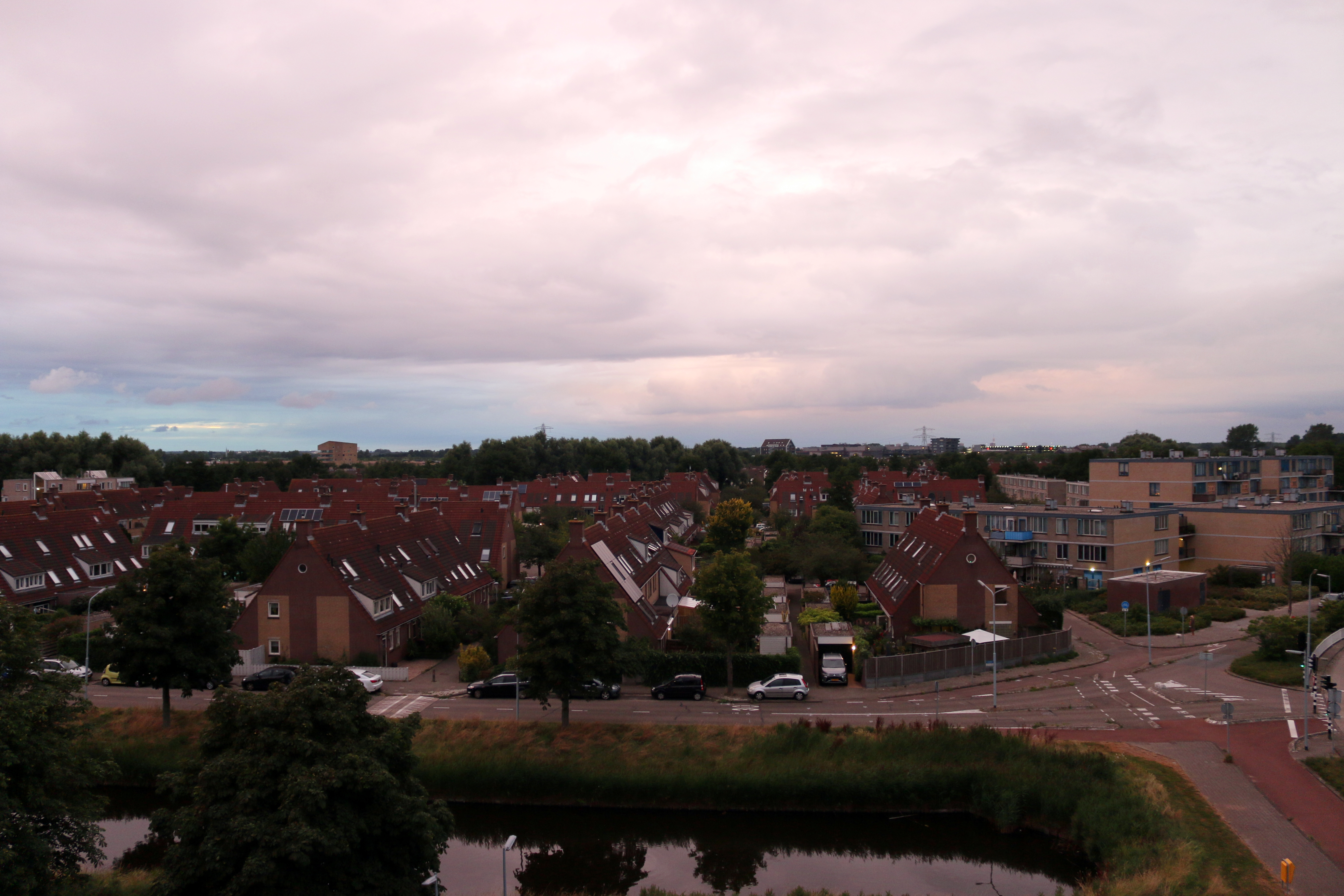

هوفددورپ (به هلندی: Hoofddorp) شهری است با جمعیتی بیش از ۷۳٬۰۰۰ نفر در منطقهٔ هارلمرمیر، استان هلند شمالی کشور هلند. کلمه هوفددورپ در زبان هلندی به معنای «روستای اصلی» ترجمه شده است. 
دسترسی به این شهر با قطار از ایستگاه مرکزی آمستردام در حدود ۲۰ تا ۳۰ دقیقه زمان می‌برد و بزرگراه A4 از کنار این شهر عبور می‌کند. 